# 愛知新城大谷大学短期大学部
愛知新城大谷大学短期大学部（あいちしんしろおおたにだいがくたんきだいがくぶ、英語: Aichi Shinshiro Otani University Junior College）は、愛知県新城市川路字萩平1-125に本部を置いていた日本の私立大学である。1999年に設置され、2011年に廃止された。

## 概観

### 大学全体
- 愛知県新城市に所在した日本の私立短期大学で、設置主体は学校法人尾張学園[1]。なお、新城市が用地を造成・提供する公私協力方式となっていた。
- 1999年に愛知新城大谷短期大学として1学科2専攻を擁して入学総定員100名体制で開学。2004年度より愛知新城大谷大学開学により学名変更され、以後は1学科のみの単科短大となっていた。
- 2009年度の入学生を最後に[注釈 2]、2011年に短期大学としての使命を終える[注釈 3]。

### 建学の精神（校訓・理念・学是）
- 愛知新城大谷大学短期大学部における建学の精神は「宗祖親鸞聖人の 御教えに基づき、いのちを大切にし、真実に生きる、人間形成を目指す」となっていた。
- 学訓は「真実を求め いのちに出会う」だった。

### 教育および研究
- 愛知新城大谷大学短期大学部は介護福祉士を育成することに力を入れていた。「仏教福祉」といった本短大の特色を活かした授業科目もあった。

### 学風および特色
- 愛知新城大谷大学短期大学部を運営していた尾張学園は1827年創立の閲蔵長屋が起源となっており、親鸞が開いた浄土真宗の教えに基づいた教育がベースとなっている。従って、大谷グループの短大の一つとなっていた。
- 仏教系の短大である特色から、「報恩講」といった宗教的イベントがあった。

## 沿革
- 1998年
  - 12月22日 左記を以て文部省[注 1]より短期大学の設置が認可される[注 2]。
- 1999年
  - 4月1日 愛知新城大谷短期大学として以下の学科体制で開学[6]。
  - 社会福祉学科
    - 人間福祉専攻 入学定員50名
    - 介護福祉専攻 入学定員50名

  - 5月1日 学生数[7]/定員
    - 社会福祉学科 124[注 3]/100
- 2003年
  - 4月1日 社会福祉学科人間福祉専攻の学生募集をこの年度で最終とする[注 5]。
- 2004年
  - 4月1日 愛知新城大谷大学短期大学部に改組。社会福祉学科介護福祉専攻を介護福祉学科に改組し、入学定員100→50に減員[8]。
- 2009年
  - 4月1日 短期大学としての学生募集を最終とする[注釈 2]。
- 2011年
  - 7月7日 左記をもって短期大学部の廃止認可[注釈 3]。
- 2013年
  - 3月 後に併設された愛知新城大谷大学が閉学。尾張学園が新城市から撤退する。

## 基礎データ

### 所在地
- 愛知県新城市川路字萩平1-125[注釈 1]

### 当時の交通アクセス
- JR飯田線三河東郷駅下車。

## 教育および研究

### 組織

#### 学科
- 介護福祉学科 入学定員50名[注 6]

##### 過去の学科体制[注 7]
- 人間福祉学科
  - 人間福祉専攻 入学定員50名
  - 介護福祉専攻 入学定員50名

#### 専攻科
- なし

#### 別科
- なし

##### 取得資格について
- 介護福祉学科では、介護福祉士資格を取得することが卒業の要件になっていた。
- 当初あった人間福祉学科人間福祉専攻では、社会福祉士受験資格の基礎カリキュラムが組まれていた[11][12]。

### 研究
- 愛知新城大谷短期大学『愛知新城大谷短期大学研究紀要』[13]ほか。

## 学生生活

### 部活動・クラブ活動・サークル活動
- 愛知新城大谷大学短期大学部のクラブ活動[14]
  - 体育系：バレーボール・空手道・軟式野球・テニス・フットサル・バドミントン・ゴルフほか
  - 文化系：福祉ボランティア・写真・軽音楽・料理研究会・マンガ研究会ほか

### 学園祭
- 愛知新城大谷大学短期大学部の学園祭は、毎年大学と合同で、概ね11月に行われていた。

## 大学関係者と組織

### 大学関係者一覧

#### 大学関係者
- 中久郎：初代学長

## 施設
- 短期大学部が主として使用する施設としては、介護実習室・入浴実習室・調理被服実習室などがある「実習棟」となっていた。

## 対外関係

### 姉妹校
- 大谷大学
- 帯広大谷短期大学
- 札幌大谷短期大学
- 函館大谷短期大学
- 大谷大学短期大学部
- 大阪大谷大学短期大学部
- 九州大谷短期大学

### 系列校
- 大谷大学
- 愛知新城大谷大学
- 豊田大谷高等学校
- 名古屋大谷高等学校

## 社会との関わり
- 「市民大学講座」や「でまえ講座」と称した講座などを実施していた。

## 卒業後の進路について

### 就職について
- 社会福祉学科
  - 人間福祉専攻：福祉施設の就職者が多いものとなっていた。
  - 介護福祉専攻&介護福祉学科：介護職に就く人が大半となっている。老人福祉施設が最も多く、それに次いで老人保健施設・病院・障害者援護施設・福祉関連機関・児童福祉施設となっている。

### 編入学・進学実績
- 系列の愛知新城大谷大学は日本福祉大学・大谷大学などがある[15]。